# Falsomesosella javanica
Falsomesosella javanica es una especie de escarabajo longicornio del género Falsomesosella, tribu Mesosini, subfamilia Lamiinae. Fue descrita científicamente por Breuning en 1956.

## Descripción
Mide 8,5-9 milímetros de longitud.

## Distribución
Se distribuye por Java.